# Dogonia
Dogonia is een vliegengeslacht uit de familie van de roofvliegen (Asilidae).

## Soorten
- D. nigra Oldroyd, 1970
- D. saegeri Oldroyd, 1970